# Mata Hari (muzikál)
Mata Hari je původní český muzikál autorů Michala Davida a Lou Fanánka Hagena. Režisérem a scenáristou muzikálu je Radek Balaš. V titulní roli se alternují Kateřina Brožová, Yvetta Blanarovičová a Michaela Horká. Premiéra muzikálu proběhla dne 26. září 2013 v pražském divadle Broadway.

## O muzikálu
Muzikál pojednává o životě známé exotické tanečnice a špionky Maty Hary, která se v muzikálu objevuje ve dvojí podobě, jako mladá Margaret a poté jako dospělá Mata Hari, která vypráví o svém životě. Autor hudby, Michal David, prozradil, že se v hudbě vrací ke svým jazzovým hudebním začátkům a tak se diváci mohou těšit na úplně jiný druh, než na který jsou od něj zvyklí.

## Obsazení
Role jsou alternovány.
- Mata Hari: Kateřina Brožová[7], Yvetta Blanarovičová[8], Michaela Horká
- Maurice Chevalier (konferenciér) a Georges Ladoux (generál): Jiří Langmajer, Aleš Háma, Josef Laufer
- Pierre Bouchardon (soudní vyšetřovatel): Martin Stropnický, Marek Vašut, Pavel Soukup
- Rudolf MacLeod (manžel Maty Hari): Josef Vojtek, Marian Vojtko
- Margareth (mladá Mata Hari): Kamila Nývltová, Taťána Chvojka, Markéta Procházková, Alžbeta Bartošová
- Baronka Kirejevská, dozorkyně, řádová sestra Leonida, Madam Zina: Jaroslava Obermaierová, Vlasta Peterková
- Van Goore, Emil Guimet, Gabriel Astruc: Pavel Soukup, Ladislav Frej
- Vadim Maslov (milenec Maty Hari): Josef Vágner, Radim Schwab
- Pablo Picasso, Wilhelm Krämer, rotmistr Riviére, kamelot, Margarethin strýc: Radim Schwab, Miroslav Hrabě
- Alfred Kiepert, Albert Priolet, Max Jacob, kamelot, fotograf, důstojník, soudce: Peter Pecha, Tomáš Petřík
- Komorná, Šamanka, Hostinská, Germaine Dessangeová: Renata Podlipská, Marie Párová
- Henri de Toulouse-Lautrec: Michal Tůma
- Non (dcera Maty Hari): Charlotte Ella Gottová[9], Barbora Marková, Viktorie Stříbrná
- Norman (syn Maty Hari): Filip Vlastník, Šimon Říha, Nela Primasová
- Company (různé role): Linda Hloušková, Mirka Pikolová, Adéla Hájková, Martina Ctiborová, Kateřina Gornioková, Lucie Šturcová, Veronika Šlapanská, Andrea Bařinková, Eliška Mašterová, Martina Pirná, Ivana Sikorová, Zuzana Pokorná, Veronika Hanušová, Lucie Červíková

## Recenze
- Veronika Nováková, Informuji.cz, 18. října 2013 [10]
- Tomáš Šťástka, iDnes, 30. září 2013 [11]
- Radmila Hrdinová, Právo, 30. září 2013 [12]
- Alena Hlavničková, Divadelní magazín, 29. září 2013 [13]
- Lenka Lokvencová, Topzine.cz, 1. října 2013 [14]